# Pike Committee
Das Pike Committee war ein Parlamentsausschuss des Repräsentantenhauses der Vereinigten Staaten von Amerika unter Vorsitz des namensgebenden Abgeordneten Otis G. Pike. Es löste das Nedzi Committee ab und befasste sich vornehmlich mit einer effizienten Gestaltung der Intelligence Community (deutsch Geheimdienstgemeinschaft). Dazu räumte der Kongress dem Ausschuss vom 17. Juli 1975 bis 31. Januar 1976 Zeit ein.
Die Kommission bestehend aus 13 Abgeordneten untersuchte die Tätigkeiten der Central Intelligence Agency (CIA), des Federal Bureau of Investigation (FBI) und der National Security Agency (NSA). Zeugen wurden für öffentliche und geschlossene Anhörungen geladen unter anderem vom Außenministerium und Verteidigungsministerium der Vereinigten Staaten sowie des Government Accountability Office (deutsch Obersten Rechnungshof) und dem Internal Revenue Service (deutsch Bundessteuerbehörde).
Kritisch beurteilte die Kommission die Arbeit des United States National Security Council und des „Komitee der 40“, dem Henry Kissinger vorstand. Das Komitee machte in seinem Abschlussbericht Vorschläge für die Verbesserung der geheimdienstlichen Aufsicht und deren Haushaltsplanung. Jedoch wurden die Bemühungen dabei von Regierungsseite unterlaufen und zuletzt durch einen Skandal um den nach außen durchgesickerten Abschlussbericht behindert.

## Hintergrund
Seymour Hersh, ein investigativer Journalist, kam bei seiner Berichterstattung über die Watergate-Affäre den sogenannten Familienjuwelen der CIA sehr nah. Nach monatelangem zusammentragen von Storys, wie etwa in der Recherche zur Überwachung von Antikriegs-Aktivisten gegen den Vietnamkrieg, und Gesprächen mit anonymen Informanten, sowie nach einem Interview mit dem Direktor der CIA William Colby, veröffentlichte Hersh sein Ergebnis im Leitartikel am 22. Dezember 1974 in der New York Times unter der Schlagzeile: Huge C.I.A. operation reported in U.S. against antiwar forces, other dissidents in Nixon years, und berichtete:

„Die Central Intelligence Agency verletzte direkt ihre Satzung, indem sie eine massive illegale Inlandsoperation während der Nixon-Administration gegen die Antikriegsbewegung und andere Dissidenten-Gruppierungen durchführte, wie hochrangige Regierungsquellen bestätigen.“

Das Weiße Haus und der Kongress der Vereinigten Staaten wurden durch die Enthüllung zur Reaktion veranlasst. Präsident Gerald Ford, Amtsnachfolger von Richard Nixon, der aufgrund der Watergate Affaire die zum Skandal wurde zurücktrat, berief die Rockefeller-Kommission zur Untersuchung ein. Die Geheimdienstbehörden hatten auch politische Morde geplant. Ford sprach die Verwicklung der CIA in diese Angelegenheit an. In Folge begann der Kongress mit eigenen Untersuchen der amerikanischen Geheimdienstgemeinschaft in Hinblick auf möglichen Missbrauch. Am 27. Januar 1975 wurde hierzu vom Senat das Church Committee eingerichtet, und das Abgeordnetenhaus stimmte am 19. Februar 1975 für die Einberufung des Nedzi Committee.
Das Nedzi Committee kam jedoch nicht zur Arbeit. Mitabgeordnete hatten Bedenken zu Lucien Nedzi kurz nach Berufung. Ein Artikel Seymour Hershs machte in der New York Times publik, dass der Abgeordnete über die Handlungen der CIA im Jahre 1973 von William Colby informiert worden war. Nedzi wurde über die sogenannten „Familienjuwelen“ unterrichtet, wie etwa die Inlandsoperation der CIA mit dem Codenamen Operation CHAOS. Er trug nicht zur Aufklärung bei und bewahrte Stillschweigen. Die Abgeordneten der Republikanischen Partei verweigerten hierauf ihre Mitarbeit; letztendlich wurde eine neue Kommission geschaffen. Der Kongress bestimmte Pike zum Vorsitzenden, weil er nicht involviert war. Er galt als konservativer Demokrat. Er hielt länger als die meisten Abgeordneten am Vietnamkrieg fest. Niemand erwartete von Pike, dass er den nationalen Sicherheitsstaat hinterfragen würde.

## Bedeutung und Schwerpunkt
Erstmals in der Geschichte des Kongresses stand dieser nicht mehr bedingungslos hinter der Geheimdienstgemeinschaft und der Central Intelligence Agency. Die Kommissionen vertieften sich in Aspekte des Nachrichtendienstwesens. Es deckte Menschenrechtsverletzungen auf. Die CIA wurde zum Streitpunkt zwischen Kongress und dem Präsidenten der Vereinigten Staaten hinsichtlich der Außenpolitik und der präsidialen Machtbefugnisse. Die Church Kommission, geleiten durch den Senator Frank Church befasste sich mit dem Schwerpunkt der illegalen Aktivitäten der Geheimdienstgemeinschaft. Otis G. Pikes Kommission fokussierte sich dem gegenüber auf die Kosten für den Steuerzahler und die Effizienz der CIA.

## Die Kommission unter Pike
Am 17. Juli 1975 wurde der Ausschuss gebildet und hatte bis zum 31. Januar 1976 Zeit, um seine Vorschläge nach eingehender Untersuchung auszuarbeiten.

### Zusammensetzung der Kommission
Gegenüber der von Nediz geleiteten Kommission wurden drei weitere Abgeordnete berufen. Der 13 Mitglieder umfassende Ausschuss wurde vom Demokraten Pike geleitet. An der Kommission waren des Weiteren die Abgeordneten der Demokratischen Partei Robert Giaimo, J. William Stanton, Ron Dellums Morgan F. Murphy Les Aspin Philip H. Hayes William Lehman und Dale Milford sowie als Vertreter der Republikanischen Partei Robert McClory, David C. Treen Bob Kasten und James Paul Johnson beteiligt. Während neun der Abgeordneten konsequent die Ford-Administration und Geheimdienste hinterfragten, hierzu zählte der überwiegende Teile der Demokraten, taten vier das Gegenteil. Johnson als Republikaner und umgekehrt Milford auf Seiten der Demokraten befanden sich dabei in Opposition zu ihren eigenen Parteimitgliedern. Gerald K. Haines vom Center for the Study of Intelligence der CIA (deutsch Zentrum für Geheimdienstforschung) beschreibt, dass der Ausschuss ideologisch geteilt war. Die Mehrheit der Mitglieder stammten aus der Demokratischen Partei. Der Ausschuss habe eine gegen die Geheimdienstgemeinschaft und CIA gerichtete Haltung aufgewiesen. Im Gegensatz zur Church Kommission, die politisch erfahrenere Abgeordnete neben Jüngeren und Ex-Geheimdienstlern beinhaltete, sei das Pike Committee überwiegend mit jungen Abgeordneten ohne größere Erfahrung besetzt gewesen. Dies habe seiner Ansicht nach zum Problemen im Umgang mit den Behörden als auch dem Weißen Haus geführt.
Searle Field war für den Stab der Pike Kommission zuständig. Aaron Donner arbeitete als allgemeiner Berater des Ausschusses. Der Ausschuss hatte innerhalb eines halben Jahres seine Arbeit zu verrichten, was zeitkritisch war. Diesen Umstand machte sich die Gegenseite durch Verzögerungen zu Nutzen. So etwa verfolgte Henry Kissinger diesen Ansatz. Auf der anderen Seite gab es den Ansatz William Colbys. Der Stab von insgesamt 40 Mitgliedern wurde mit Dokumenten überflutet. Die Menge war nicht hinreichend bewältigbar. Die CIA allein gab der Kommission 90.000 Dokumente zur Durchsicht. Zudem kam von der restlichen Geheimdienstgemeinschaft weitere 77.000 Dokumente. Pikes Stabsassistentin meinte hierauf, dass bei dieser Situation man hätte fünf Jahre und 300 Leute gebrauchen können.
Pike ließ das Thema der Untersuchung des Ausschusses nicht durch die Agenda des Weißen Hauses oder aber der Geheimdienstgemeinschaft vorgeben. Dies hob den ihm unterstehenden Ausschuss von der Rockefeller-Kommission und dem Church Committee ab. Zudem wollte er nicht die Sensationslust der Medien befördern. Ihm lag die Untersuchung der politischen Morde oder aber die Ausspähungen fern. Er beabsichtigte damit eine inhaltliche Überschneidung mit der Church-Kommission zu vermeiden. Pikes Bestreben war, den Fokus auf die Untersuchung von Budget und Effizienz zu halten. Es war Pike daran gelegen, sämtliche Ausschusssitzungen als öffentliche Anhörungen durchzuführen. Ebenda ließ er sich nicht darauf ein, dass Informationen nur ihm als Vorsitzenden gezeigt würden und er bestand auf weitestgehende Öffentlichkeit.

### Aufnahme der Untersuchung und Behinderung
In einem Gespräch am 24. Juli 1975 zwischen William Colby und den Vertretern des Ausschusses sicherte dieser volle Kooperation zu. In Verantwortlichkeit, die Agenten der CIA und ihre Methoden zu schützen, kam es zum Streit über die Offenlegung von Geheimdokumenten. Pike war der Ansicht, dass die Geheimdienstarbeit aufzudecken sei, was seiner Meinung nach die Autorität des Ausschusses beinhaltete, Verschlusssachen freizugeben. Dies erschwerte die Zusammenarbeit mit dem CIA Review Staff erheblich, welcher für die Bereitstellung der Dokumente verantwortlich war. Im Meeting legte Pike Wert auf die Untersuchung des Budgets der Geheimdienste; dies sei der Öffentlichkeit zu vermitteln.
Ebenso war die Zusammenarbeit mit dem Weißen Haus angespannt. Henry Kissinger der ebenfalls Kooperation zusicherte, blockierte die Freigabe von Dokumenten an den Ausschuss und arbeitet daran die Untersuchungen zu zerstören. Zudem war mit Les Aspin ein Abgeordneter im Ausschuss der mit Kissinger intrigierte. Zudem verfolgte er eigene politische Pläne. Aspin machte etwa eine Kopie des Abschlussberichts der CIA ohne Zustimmung der Kommission zugänglich. Im Verlauf verschlechtern sich auch hier die Beziehungen. Die Zusammenarbeit mit der CIA sei nach Searle Field wesentlich weniger problematisch gewesen als mit dem Weißen Haus, Außenministerium und Verteidigungsministerium der Vereinigten Staaten.
Diese Umstände frustrierten Pike und andere Mitglieder des Ausschusses. Am 4. August 1975 wurde dies in einer öffentlichen Anhörung durch Pike thematisiert. Im Abschlussbericht beschreibt ein Abschnitt allein die Erfahrungen in der „Zusammenarbeit“, die als „praktisch nicht existent“ bezeichnet wird. Der Bericht beschreibt aus Sicht des Ausschusses, dass man auf Verzögerungstaktiken, Blockadehaltung und Täuschung bei der Einforderung von Informationen gestoßen war. Der Bericht sagt aus, dass die Weitergabe von Informationen beschränkt wurde. Auch wird niedergelegt, dass auf nachbohrenden Fragen ausgewichen wurde.

### Untersuchungen zum Staatshaushalt der Geheimdienste
In einem Brief an William Colby machte Pike klar, dass er: „nach Informationen [suche], wieviele der Steuerzahler-Dollar“ die CIA ausgibt und für welche Zwecke. Den Anspruch dies in Erfahrung zu bringen leitete Pike aus Artikel I Sektion 9 der Verfassung der Vereinigten Staaten ab.
Hierzu wurde zuerst der Öffentliche Haushalt der Regierung untersucht. Darin war das Budget der CIA aber nicht enthalten. Die Befragung von James Thomas Lynn, Direktor des Office of Management and Budget (deutsch Amt für Verwaltung und Haushaltswesen) war ergebnislos. In der ersten Anhörung vor dem Ausschuss konnte auch Elmer B. Staats vom Government Accountability Office (deutsch  Obersten Rechnungshof) keine Aussage zur Finanzierung der Geheimdienste machen. Der Rechnungshof-Mitarbeiter bezeugt, dass die Behörde keine Informationen hatte; die Größe des Haushalts der CIA sei unbekannt; es gäbe seit 1962 keinerlei Management mehr; ob das Geld sinnvoll genutzt oder vergeudet wurde sei nicht nachprüfbar. Lynn erkannte in der öffentlichen Anhörung die Unterbesetzung des Stabs der Pike Kommission an. Für die Budget-Untersuchung gab es in der Pike Kommission sechs Stabsmitarbeiter; die Behörde Lynns hätte für ein vergleichbar großes Budget wie dem Geheimdienstetat über 300 Mitarbeiter für eine solche Aufgabe eingesetzt.
Am 4. August 1975 wurde William Colby vorgeladen, der die Aussage in der öffentlichen Anhörung zum Geheimdienstbudget verweigerte. Am darauffolgenden Tag, unter Ausschluss der Öffentlichkeit, gab Colby einige Details an und betonte, dass das meiste Geld des Haushalt auf die Primärziele der Geheimdienste der Sowjetunion und der Volksrepublik China verwendet würden. Aber auch hier verweigerte er die Nennung des Gesamtetat der CIA. Colby begründete diese Haltung mit dem Argument, dass sich aus der Größe ableiten ließe welche Kapazitäten der Geheimdienst hätte und die Veröffentlichung der Information den Anstrengungen der US-Geheimdienste schaden zufügen würde. Die US-Geheimdienstgemeinschaft würde etwa erheblichen Nutzen aus einer solchen Information ziehen, wüsste sie dies von beispielsweise der Sowjetunion.
Für diesen Teil der Untersuchung erhielt das Committee auch Zeugenaussagen vom Internal Revenue Service (deutsch Bundessteuerbehörde), dem Federal Bureau of Investigation und der National Security Agency. Beispielsweise bestätigte der NSA-Direktor Lew Allen, Jr. am 8. August 1975 die Existenz des Project Shamrock.

#### Darstellung im Berichtsentwurf
Innerhalb der Geheimdienstgemeinde wurden die Ausführungen Colbys positiv aufgenommen. Die Beurteilung durch den Pike Ausschuss war gegensätzlich. Der vorläufige Abschlussbericht der Pike-Gruppe bezifferte das Budget der Auslandsgeheimdienste auf das drei- bis vierfache von dem was ihr mitgeteilt wurde. Die Geldmittel wären in verschiedensten Bundesbudgets versteckt, sodass eine vollständige Ermittlung unfassbar erschiene. Die exekutive Kontrolle über den Haushalt der CIA reiche zwischen „nicht auf Einzelheiten eingehend und nicht existent.“ Der Oberste Rechnungshof habe als überwachende Behörden des Kongresses über die Geheimdienstgemeinschaft und im speziellen Fall der CIA keine Handhabung. Mittels Sicherheitsbedenken werde der Oberste Rechnungshof davon abgehalten in die Haushalte der Sicherheitsbehörden zu sehen. Der Ausschuss schloss daraus eine unzureichende exekutive und legislative Aufsicht. „Der Steuerzahler wie auch die meisten Kongressmitglieder könnten nicht herausfinden, wieviel für Spionageaktivitäten aufgewendet wird“ argumentierte der Abschlussbericht und sah darin einen Konflikt mit der Verfassung, welche „eine regelmäßige und öffentliche Rechnungslegung aller Posten, die von der Bundesregierung verbraucht werden“ vorschreibe. Der Berichtsentwurf meinte zuletzt, dass die Sowjetunion schon längst detaillierte Information hätte, nur die Leute, die es anginge, seien über die Kosten uninformiert, also die amerikanischen Steuerzahler. Darüber hinaus befand der vorläufige Bericht, dass der Direktor der Geheimdienste (DCI) nur 15 % des Gesamtbudgets steuerte, wohingegen das Verteidigungsministerium viel größere Macht und Kontrolle über einen umfangreichen Teil des Geheimdiensthaushalts ausübe.
CIA-Beamte, die den Berichtsentwurf über das Budget prüften, sahen darin eine Verzerrung. Bei einer solchen Veröffentlichung würde eine Missinterpretation durch die Öffentlichkeit stattfinden über die tatsächlichen Ausgaben. Hieraus folge öffentlicher Druck, und es bestünde die Möglichkeit der irreparablen Schädigung der US-Außen- und -Verteidigungspolitik. Es sei eine Falschdarstellung, dass es keine Budgetüberprüfung gäbe. Daher empfahlen die CIA-Beamten eine fast gänzliche Streichung aller Anmerkungen zum Haushalt im Report.

### Leistungsfähigkeit der US-Geheimdienste
Der Pike-Ausschuss sah auch die Untersuchung der Leistungsfähigkeit der geheimdienstlichen Aufklärung als seine wesentliche Aufgabe an. Die Überprüfung der Effizienz der vergangenen 10 Jahre führten auch hier zu Konfrontation mit den Behörden sowie dem Weißen Haus. Am 9. September forderte der Ausschuss alle CIA-Einschätzungen, aktuelle Geheimdienstberichte und Zusammenfassungen, Lageberichte und andere relevante Dokumente an. Das Committee drängte auf Herausgabe von Dokumenten im Fall des 1968 stattgefundenen Einmarsch der Truppen des Warschauer Pakts anlässlich des Prager Frühlings, der Tet-Offensive im Vietnamkrieg, des 1972 ausgerufenen Kriegsrechts auf den Philippinen und in Korea, des 1973 begonnenen Jom-Kippur-Kriegs sowie des 1974 gemachten Kernwaffentests in Indien, der türkischen Invasion Zyperns und des Staatsstreichs in Portugal.
Am 11. September begannen die Anhörungen mit Befragungen zum Beginn des Jom-Kippur-Kriegs, wobei die Geheimdienste eine Fehleinschätzung der Manöver begingen. In dem Zusammenhang wurden als geheim eingestufte Dokumente aufgedeckt, die die Kapazität der Vereinigten Staaten offenlegten, die Kommunikation Ägyptens zu überwachen. Die Veröffentlichung führte zum Konflikt, obschon dieselbe Information den Biographen von Kissinger Marvin und Bernard Kalb zugespielt worden waren, als sie ihr Buch schrieben. Am 12. September wurde die Tet-Offensive besprochen, was darin eskalierte, dass Präsident Ford anordnete, dem Pike Committee allen Zugang zu Verschlusssachen zu verweigern. Das Weiße Haus wies Beamte an, keine Aussagen mehr vor dem Ausschuss zu machen. Ein Kompromiss zwischen Weißem Haus, CIA und Repräsentantenhaus wurde ausgehandelt. Die Pike-Kommission schlug eine 24-Stunden-Vorankündigung vor, um sich vorher mit den beteiligten Organen abzustimmen, ehe Informationen in die Öffentlichkeit gelangten. Am 26. September nahm Ford die Anordnung zurück, und im Gegenzug stimmte der Ausschuss zu, den Präsidenten als ultimativen Richter in Freigabeangelegenheiten anzuerkennen.
Der Streit über die Freigabe von geheimen Dokumenten behinderte das eigentliche Ziel der Leistungsbeurteilung. Der Ausschuss befand etwa die Vorhersagen zum Jom-Kippur-Krieg, der Tet-Offensive, des Putschs auf Zypern und in Portugal, des Kernwaffentests Indiens, den Truppeneinmarschs anlässlich des Prager Frühlings als kritisch. Im Fall des Jom-Kippur-Kriegs gab die Eigenanalyse der CIA das Versagen selbst zu. William Colby gab in der Anhörung zu, dass die CIA „sich nicht mit Ruhm schmückte;“ er meinte: „Wir sagten voraus, am Tag vor dem Ausbruch des Krieges, dass er nicht ausbreche.“

#### Darstellung im Berichtsentwurf
Auch hier reagierten die Behörden abwehrend über die Befunden zur Leistungsfähigkeit im Berichtsentwurf. Entgegen der CIA-Selbsteinschätzung, die die Erkenntnisse des Ausschusses unterstützten, wurden Versuche unternommen Abschnitte zu zensieren, die sich etwa mit dem Versagen im Fall des Jom-Kippur-Kriegs befassten. Man befürchtete die Verschlechterungen in den Beziehungen zum Ausland und die Offenlegung der Möglichkeit des Abhörens von Kommunikation zwischen Ägypten und der Sowjetunion. Beide Seiten waren verhärtet. Die Pike Kommission ließ Namen und Quellen entfernen, beließ aber die Aussagen, da sie argumentierte, würde man diese entfernen bliebe nichts übrig.

### Untersuchungen zu verdeckten Operationen
Als das Pike Committee ankündigte, verdeckte Aktionen zu untersuchen, kam es erneut zum Streit sowohl mit den Behörden als auch mit dem ihnen nahestehenden Weißen Haus. Man wollte 10 Jahre Operationsführung mit besonderem Blick auf die Aktionen der CIA begutachten. Darunter fielen die Wahlen von 1972 in Italien, Beihilfen für die Kurden im Irak zwischen 1972 und 1975 sowie Aktivitäten in Angola. Öffentliche Anhörungen ließ das Weiße Haus blockieren. Anstatt dessen kam es zu Befragungen des Kongressabgeordneten Michael J. Harrington, des Juraprofessors der Harvard Law School Roger Fisher, des Nationalen Sicherheitsberaters McGeorge Bundy, der sich gegen verdeckte Operationen in Friedenszeiten aussprach, und des Historikers Arthur M. Schlesinger. Letzter war etwa der Auffassung, dass die Geheimdienste eine strenge Aufsicht durch Exekutive wie Legislative bedürften und die Budgets drastisch zu kürzen sein, um verdeckte Operationen einzudämmen.
Es wurden daneben eine detaillierte Untersuchung des National Security Council (deutsch Nationaler Sicherheitsrat) und des „Komitee der 40“, Kissinger war Teil davon, als in der Hauptsache verantwortlich für Entscheidungen zu verdeckten Operationen durchgeführt. Wie der Ausschuss herausfand, war Kissinger die Schlüsselfigur dieses Anhangs des National Security Council. Das „Komitee der 40“ war bei Entscheidungen jedoch kaum zusammengekommen; Kissinger allein hatte diese vollzogen. Kissingers Aktivitäten in der Amtszeit der Präsidenten berührte nahezu jedes Themengebiet, dem sich die Kommission widmete. Eben dadurch sah Kissinger das Committee als Bedrohung. Es ging um die Frage, ob der Präsident die CIA kontrollierte oder die Behörde ein sich „verselbstständigtes Ungetüm“ darstellte; was zuerst auch Pikes privates Empfinden widerspiegelte, aber zum Abschluss hin änderte.
Das Church-Komitee versuchte vergeblich eine Verbindung zwischen verdeckten Operationen und einer Anweisung durch den Präsidenten herzustellen. Dies gelang jedoch dem Pike Committee, als es Henry Kissinger befragte, obschon es hierzu gar nicht ermittelte. In eben der Anhörung Kissingers, wo festgestellt wurde, dass von 1972 bis 1974 das „Komitee der 40“ nicht zusammentrat, jedoch 40 Geheimoperationen genehmigt worden waren, sagte dieser auch aus, dass alle Aktionen genehmigt worden seien durch den Präsidenten, also zu dieser Zeit Richard Nixon.

#### Darstellung im Berichtsentwurf
Der Pike-Ausschuss befand die untersuchten Aktionen als „irregulär genehmigt, schlampig umgesetzt, und war in einigen Fällen einer widerstrebenden CIA, durch den Präsidenten und seine nationale Sicherheitsberater aufgezwungen.“ Mit Ausnahme von politischen Morden empfahl sie keine Abwendung von verdeckten Operationen; strengere Aufsicht wäre angebracht. Strengere Kontrollen sahen vor, dass der Direktor der Geheimdienste detailliert die Natur, Größe, Zweck und Kosten solcher Operationen innerhalb von 48 Stunden mit der beginnenden Ausführung schriftlich dem Geheimdienstausschuss melden solle. Auch habe der Präsident schriftlich niederzulegen, dass eine solche Operation für die „nationale Sicherheit“ der Vereinigten Staaten notwendig sei.

### Empfehlungen des Abschlussberichts
Mit dem festen Zeitpunkt für das Ende der Untersuchung drang Pike auf den Abschlussbericht. Searle Field beauftragte den Politikwissenschaftler Stanley Bach einen Berichtentwurf auszuarbeiten. Zuvorderst aus den Mitschriften der Anhörungen produzierte Bach diesen Entwurf. Die Atomic Energy Commission (deutsch Atomenergiekommission) als Modell vor Augen entwarf Bach eine Aufsichts-Kommission für die Geheimdienstgemeinschaft. Pike wies den dabei entstanden Entwurf aber zurück und übertrug die Verantwortlichkeit für einen befriedigenden Abschlussbericht an Field und Aaron Donner. Diese arbeiteten zum frühen Januar einen Entwurf des Abschlussberichts aus.
Die Empfehlungen des Pike Committee beinhalteten das Verbot von politischen Morden, die Öffnung des Geheimdienst-Budgets, dem Obersten Rechnungshof erlaubend Audits der CIA zu machen und eine striktere Aufsicht über verdeckte Operationen zu führen. Dazu dachte die Kommission an, wie auch das Church Committee einen ständigen Geheimdienstausschuss im Kongress einzurichten. Aber anders als der Vorschlag des Senats sah der Abgeordnetenhausvorschlag vor, dass der Geheimdienstausschuss des Hauses die Zuständigkeit habe für alle legislativen Vorhaben und eine Aufsichtsfunktion über sämtliche US-Behörden und Abteilungen die mit Auslandsaufklärung befasst waren. Dieser Ausschuss hätte alleinige Haushaltsvollmacht für alle Aktivitäten der Nachrichtendienste und alle verdeckten Aktionen. Zudem sollte dieser Ausschuss Vorladungen aussprechen können und das Recht haben Informationen und Unterlagen seiner Kontrolle der Öffentlichkeit mitzuteilen. Damit verbunden war ein zusätzlicher Abschnitt über strafrechtliche Sanktionen für unbefugte Weitergabe von Informationen.

## Veröffentlichung
Der Protest der Behörden gegen den Berichtsentwurf hatte mit seinen Empfehlungen wenig Auswirkung auf den Abschlussbericht. Der endgültige Bericht empfahl dem Kongress die Geheimdienstausgaben in den Präsidialhaushalt als ein Etate zu integrieren und die Einzelbudgets jeder Behörde getrennt auszuweisen. Gäbe es Haushaltsüberschneidungen wären diese gesondert aufzuführen. Zudem wurde der Legislative empfohlen Rechtsvorschriften zu erlassen. Ohne spezifischen Genehmigung durch den Kongress oder seiner Geheimdienstausschüsse wären signifikante Budgettransfers zwischen den Geheimdiensten einzuschränken und erhebliche Vergrößerungen zu verbieten. Zudem solle der Oberste Rechnungshof bemächtigt werden ein Management zu etablieren und die Geheimdienste finanziell zu auditieren. Gerald K. Haines befand diese Vorschläge der Pike Kommission als fundiert. Die Befunde zu geheimen Operationen wiederholte der Ausschuss im Abschlussbericht. Er bestätigte der CIA sogar richtig gehandelt zu haben, es gab Beweise über Beweise für die Aussage der CIA: „Nein, macht dies nicht.“ Demgegenüber standen Beweise für: „Wir werden es durchziehen,“ des Außenministeriums oder des Weiße Hauses.
Am 19. Januar 1976 übergab Field eine Kopie des 338-seitigen Abschlussberichts der Central Intelligence Agency. Schon am 20. Januar sollte die Behörde diesen geprüft zurückgeben. Darauf reagierte man hitzig. Mitchell Rogovin, Sonderberater von William Colby, als Vertreter der Behörde kritisierte den Bericht stark und empörte sich über die kurze Zeitspanne für die Durchsicht. Er zeichnete daher das Bild eines Berichts, der eine „unerbittliche Anklage eingebettet in Voreingenommenheit“ darstellt sowie „abwertend und sachlich fehlerhaft formuliert“ sei. Nach Vorstellung Rogovins wie auch den meisten in der Behörde stelle der Bericht auf die negativen Handlungen ab und es fehle eine ausgeglichene Sicht. Der Öffentlichkeit werde ein verstörendes Bild über die CIA vermittelt.
Ungeachtet des Protestes vom 23. Januar votierte die Pike Kommission mit 9 zu 7 Stimmen entlang der Parteilinien für die Veröffentlichung des Berichts ohne substanzielle Änderungen. Die Abgeordneten der Republikanischen Partei strebten, unterstützt durch die Behörde als auch das Weiße Haus, eine Unterdrückung des Berichts an. William Colby berief eine Pressekonferenz ein, um den Report zu kritisieren, gleichsam wie es Mitchell Rogovin tat. Es wurde auf dem Capitol Hill über die Veröffentlichung am 26. Januar gerungen. Noch während über diese debattiert wurde, druckte am gleichen Tag die New York Times große Abschnitte aus dem Berichtsentwurf ab.
Drei Tage später votierte der Kongress mit 246 zu 124 Stimmen, dass der Pike-Committee-Bericht nicht eher veröffentlicht werden solle, bevor der „Präsident bestätigte, dass darin keine Informationen befindlich sind, die geheimdienstliche Aktivitäten der CIA beeinflussen würden.“ Pike verbitterte die Abstimmung. Er teilte dem Haus mit: „Das Haus hat für Nicht-Veröffentlichung eines Dokuments gestimmt, das es nicht gelesen hat. Unser Committee stimmte für die Veröffentlichung des Dokuments, das wir gelesen haben.“ Später reflektierte Pike, dass es unakzeptabel sei, dass der Abschlussbericht vorzensiert würde. Seine Ansicht war: „Ein Bericht, in dem die CIA den letzten Federstrich führt, wäre ein Lüge.“ In einem Versuch der Veröffentlichung durch die Regierung machte McClory in der Kommission einen Vorschlag. Dieser sah vor den Bericht doch noch an den Präsidenten zu überstellen und diesen bereinigt freizugeben. Dieser Vorschlag wurde mit 7 zu 4 Stimmen abgelehnt. Der CBS News Reporter Daniel Schorr, der eine Kopie des ganzen Pike-Reports zugespielt bekommen hatte, gab dies an die Wochenzeitung Village Voice weiter, welche diesen vollständig am 16. Februar 1976 unter dem Titel The Report on the CIA that President Ford Doesn't Want You to Read (deutsch Der Bericht über die CIA, von dem Präsident Ford nicht will, dass Sie ihn lesen) abdruckte. Es wurde daraufhin eine Untersuchungskommission berufen, die aufklären sollte, wer Daniel Schorr den Bericht zugespielt hatte. Alle Mitglieder des Untersuchungsausschusses bezeugten unter Eid, dass sie den Bericht nicht herausgegeben hätten. Daniel Schorr weigerte sich unter Eid seine Quelle preiszugeben.

### Folgen für Otis G. Pike
„Ernsthaft, das wird Vergeltung geben“ sagte Mitchell Rogovin. „Jede politische Ambition die Pike [hatte] in New York sind durch. Wir werden ihn zerstören für das.“ In Folge wurde der konservative Demokrat Pike dargestellt als ein revolutionärer Radikaler in seinem konservativen Long-Island-Wahlbezirk. Hiernach zog Pike seine Kandidatur für einen Senatsposten zurück. Bitter enttäuscht gab er in einem Interview 1978 gegenüber der New York Times an, dass Wähler in seinem Bezirk mit Aufklebern an ihren Stoßstangen fuhren mit der Aufschrift Pike Is 2 Liberal 4 Me (deutsch Pike ist zu liberal für mich).

## Rezeption der Kommissionsarbeit und des Abschlussberichts
Frank John Smist kommt zu dem Fazit, dass das Pike Committee bedeutsame Lücken und Schwächen der US-Geheimdienste aufgedeckt habe, die angesprochen werden mussten. Er meint weiter, dass leider die Fehler der Kommission die positiven Enthüllungen überschattet hätten. Der Ausschuss habe Fragen gestellt, die gestellt werden mussten. Ironischerweise wurde 1977 der Geheimdienstüberwachungsausschuss begründet, der sich aber vom Pike Committee distanzierte. Und weil es das tat, ignorierte es völlig die substanziellen Errungenschaften die unter Pike ausgearbeitet wurden. Smist zitiert hierzu im Fazit das Mitglied Kasten, der 1976 sagte: „Es ist tragisch, dass es nötig war, solch ein Committee zu schaffen, um die Aktivitäten der Behörden zu untersuchen, auf die wir so sehr angewiesen sind für unsere Sicherheit. Aber es wäre umso tragischer, wenn die Resultate unserer Untersuchungen nun ignoriert würden.“ Smist sieht Henry Kissinger als auch die CIA verantwortlich ihre Verbindungen in die Medien genutzt zu haben um Pike als auch die Presseberichterstattung in ihrem Sinn zu beeinflussen.
Der Historiker am Center for the Study of Intelligence der CIA Gerald K. Haines befand die Vorschläge des Pike-Ausschusses als fundiert und solide. Verbesserungen der exekutiven Aufsicht durch den Kongress über die Geheimdienstgemeinschaft und eine Stärkung des DCI sind übersehen worden beim Zuspielen des Berichts an die Presse. Die Kontroverse um die Freigabe führten zum Ignorieren oder einfach Vergessen des Berichts. Haines ist der Ansicht, dass man alles in einen Topf geworfen habe; die Aufregung überging die Argumente. Erst im Juli 1977 stimmte das Parlament für einen permanenten Ausschuss. Er zitiert hierzu die Reflexion Pikes, der die Leaks und Kämpfe über die Veröffentlichung als Ablenkung über die Ergebnisse des Komitee betrachtete. Haines bewertet das Pike Committee trotz des Misserfolgs als einen dramatischen Bruch mit der Vergangenheit, Es stellte nach seiner Meinung die erste bedeutende Untersuchung der Geheimdienstgemeinschaft dar, die seit der Gründung der CIA im Jahre 1947 stattfand. Sowohl die Kommission als auch die CIA seien gefangen gewesen im Machtkampf zwischen Legislative und Exekutive, beim Versuch des Kongresses die Kontrolle über die Aktivitäten der US-Geheimdienst und der Außenpolitik zurückzugewinnen.
Der Journalist Mark Ames ist der Meinung, dass 1978 jeglicher Wille zu Reformen endete, und zitiert für die amerikanische Kultur den Washington-Post-Reporter George Lardner, der das Jahr so beschrieb: „Alles, was zurückblieb, so scheint es, ist ein permanentes Tattoo von Anregungen, dass die Skandale irgendwie eingebildet wären.“ Zu Pikes Tod (verstorben 2014) meint Adams: „Er wurde zerstört. Und nachdem er zerstört war, wurde er vergessen. Nun ist er tot, und niemand bemerkte es, niemand sorgt sich darum.“ Die Journalistin Lisa Pease sieht in Pike den einzigen Abgeordneten, der weitreichende und tiefgehende Untersuchungen über den behördlichen Missbrauch in den 1970er Jahren leitete. Sie führt hierzu an, dass selbst die CIA in einem Report durch eigene Historiker Gerald K. Haines anerkannte, dass Pike einer Gegenattacke des Weißen Hauses ausgesetzt war, die Pikes Committee der Rücksichtslosigkeit beschuldigte. Auch sie vermerkt, das Pike für seine Kommissionsarbeit bestraft wurde.